# Вилс, Уильям
Уильям Горман Вилс (Вильс) (англ. William Gorman Wills; 28 января 1828, Килкенни, Ирландия — 13 декабря 1891, Лондон, Великобритания) — английский драматург, прозаик, художник.

## Биография
Родился в семье ирландского писателя и поэта Джеймса Вилса. Окончил Уотерфордскую гимназию, а затем поступил в Тринити-колледж в Дублине, однако оставил колледж и обучался живописи в Королевской художественной академии Хиберни в Дублине.
Некоторое время с успехом занимался портретной живописью в Лондоне.
Занялся литературным творчеством. Его первым романом был «Old Times», который сам иллюстрировал. После публикации «Old Times» в ирландском журнале, некоторое время писал для периодических изданий без особого успеха. Второй роман «The wife’s evidence» был принят с успехом. Затем Вилс вёл богемный образ жизни, был членом Арундельского общества.
Его драмы «The man of Airlie» и «Hinko» имели успех у публики. Трагедия «Charles I» выдержала в 1872—1873 годах до 200 представлений на сцене лондонского театра Лицеума, с которым он плодотворно работал. В 1873 году не менее блестящий успех имели трагедия «Eugene Aram», в 1874 г. — «Maria Stuart», в 1875 г. — «Buckingham», в 1876 г. — «Jane Shore», в 1878 г. — комедия «Olivia». Затем он написал ещё ряд комедий «Nell Gwynne» и «Vanderdecken», из которых последняя представляет собой новую переделку легенды о Летучем Голландце, и историческую драму «Sedgemoor» (1881).
Многие из его пьес были основаны на исторических событиях.
Драмы Вилса оценивают выше массы современных им произведений английских драматургов. Он также пользовался известностью как автор романов «The wife’s evidence», «Notice to quit» (1863) и «The Love That Kills» (1867), посвящённых голоду в Ирландии (1845—1849). Большой успех имела поставленная Г. Ирвингом в декабре 1885 г. в Лондоне его переделка первой части «Фауста» Гёте.